# Libertad (miasto)
Libertad − miasto w Urugwaju leżące w departamencie San José, 51 km od Montevideo. Miasto w roku 2007 liczyło 9311 mieszkańców.
Miasto Libertad założone zostało w 1872 roku przez Carlosa Clauzollesa.